# أليس باري
أليس باري (بالإنجليزية: Alice Barry)‏ هي ممثلة بريطانية، ولدت في 1946 في بيرنلي في المملكة المتحدة.

## وصلات خارجية
- أليس باري على موقع IMDb (الإنجليزية)
- أليس باري على موقع ألو سيني (الفرنسية)
- أليس باري على موقع قاعدة بيانات الفيلم (الإنجليزية)